# F-Droid
F-Droid is een appstore en repo voor Android, die een vergelijkbare functie heeft als de Google Play Store. De hoofdrepository, gehost door het project, bevat alleen openbron-software. Applicaties kunnen worden bekeken, gedownload en geïnstalleerd vanaf de F-Droid-website of de client-app zonder dat u zich voor een account hoeft te registreren. 'Anti-functies' zoals reclame, het volgen van gebruikers of de afhankelijkheid van niet-vrije software worden gemarkeerd in app-beschrijvingen.
De website biedt ook de broncode van de applicaties die erop worden gehost, evenals de software waarop de F-Droid-server draait, waardoor iedereen zijn eigen app-repo kan opzetten.

## Geschiedenis

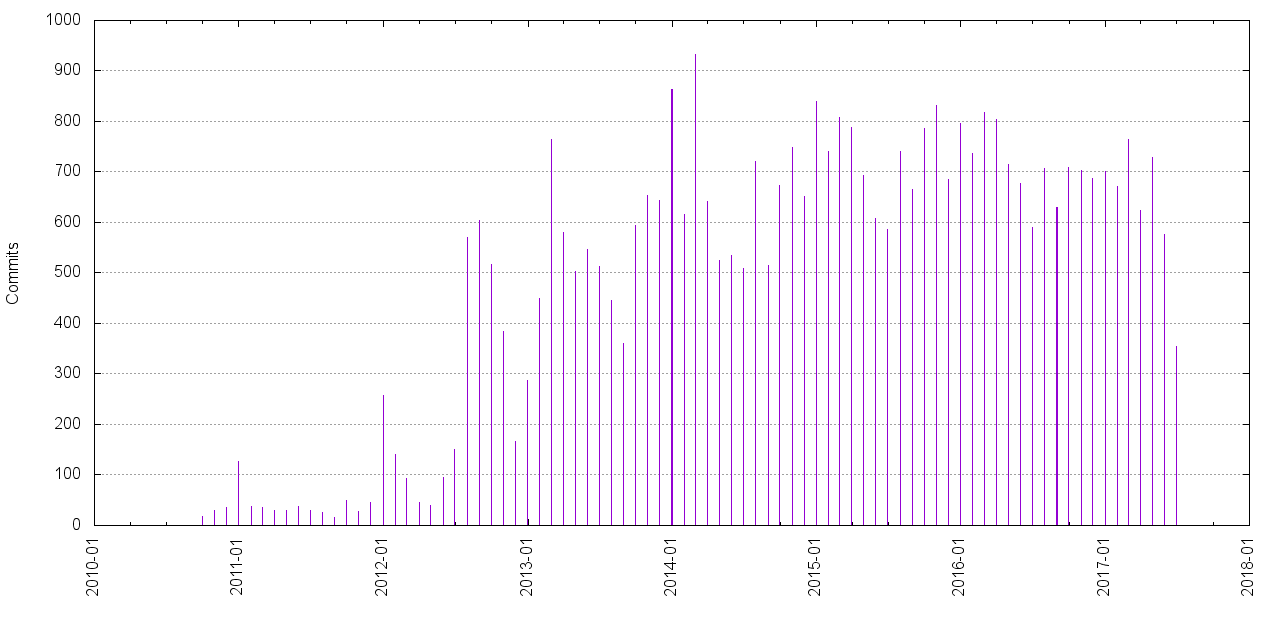
Ontwikkeling van F-Droid-gegevens in de loop van de tijd van 2010 tot en met 2018

F-Droid werd in 2010 opgericht door Ciaran Gultnieks. De client is afgeleid van de broncode van Aptoide. Het project werd aanvankelijk gerund door de Engelse non-profitorganisatie F-Droid Limited. Vanaf 2021 werd F-Droid Limited niet langer gebruikt voor donaties  en werd het gesloten, aldus woordvoerder Hans-Cristoph Steiner.
In een interview uit 2014 voor de Free Software Foundation zei Gultnieks dat hij geïnspireerd was om F-Droid te lanceren vanwege "lock-down, lock-in en algemeen snode gedrag van software" op telefoons.
Van 2010 tot 2015 gebruikte F-Droid een AGPL-gelicentieerd Gitorious repo-systeem voor ontwikkeling. In 2015 stapte het over op het eigen gelicentieerde GitLab  toen Gitorious werd overgenomen door GitLab. Volgens Daniel Marti, voormalig F-Droid-ontwikkelaar, veroorzaakte de verwijdering van AdAway uit de Google Play Store in 2013 een piek in zoekopdrachten en downloads van F-Droid, en hij schatte dat er 30 tot 40 duizend gebruikers waren.
Replicant, een volledig gratis Android-besturingssysteem, gebruikte voorheen F-Droid als standaard en aanbevolen app store. In 2016 stelde het Replicant-project vast dat F-Droid niet voldeed aan de GNU Free System Distribution Guidelines en vroeg om hulp bij het corrigeren hiervan, maar de voortgang stagneerde. In juni 2022 kondigde Replicant aan dat ze F-Droid hadden verwijderd.
Guardian Project, een pakket gratis en veilige Android-applicaties, begon begin 2012 met het runnen van hun eigen F-Droid-repo. In 2012 presenteerde Free Software Foundation Europe F-Droid in hun Free Your Android! campagne om het bewustzijn van de privacy- en veiligheidsrisico's van propriëtaire software te vergroten.
In 2014 werd F-Droid gekozen als onderdeel van het GNU a Day-initiatief van het GNU-project tijdens hun 30-jarig jubileum om meer gebruik van vrije software aan te moedigen.
In januari 2016 zei Hans-Christoph Steiner, een ontwikkelaar voor Calyx Institute, Debian, F-Droid en Guardian Project, dat F-Droid zich concentreerde op kwesties als beveiliging, bouwen met Debian, reproduceerbare builds, software die vertrouwen vereist van zo weinig mogelijk mensen, transparantie, privacy van gebruikers, distributie van apps zonder internet, het vermijden van blokkades en mediadistributie.
In maart 2016 werkte F-Droid samen met Guardian Project en CopperheadOS met als doel "een oplossing te creëren die verifieerbaar kan worden vertrouwd vanaf het besturingssysteem, via het netwerk en de netwerkdiensten, helemaal tot aan de appstores en apps zelf". Vervolgproject GrapheneOS bevat geen F-Droid en ontwikkelt een eigen app-distributiemethode voor "hogere robuustheid en veiligheid".
Op 16 juli 2019 publiceerde het project een "Public Statement on Neutrality of Free Software". Deze verklaring werd uitgegeven om het onvermogen van het project om “onderdrukking of intimidatie” te voorkomen aan te pakken … op zijn communicatiekanalen, inclusief zijn forum", controverse rond alt-tech sociale media website Gab, en om uit te leggen hoe Fediverse-klant Tusky de toegang daartoe blokkeerde, terwijl cliënt Fedilab zijn gebruikers liet kiezen, in overeenstemming was met hun principes. Er werd actie overwogen tegen verschillende applicaties, waaronder Purism's Librem One, om ze uit te sluiten omdat ze toegang verleenden tot sites als Gab of spinster.xyz.
Volgens Ankush Das die in 2021 voor ItsFoss.com schrijft, staat F-Droid bekend om het hosten van open-source apps zoals Element of Tusky die uit de Google Play Store zijn verwijderd.

## Reikwijdte van het project
De F-Droid-website vermeldt de gehoste apps, meer dan 3.800. De Google Play Store bevat ongeveer 3 miljoen apps. Het project omvat verschillende software-deelprojecten:
- Clientsoftware voor het zoeken, downloaden, verifiëren en bijwerken van Android-apps vanuit een F-Droid-repo
- fdroidserver – hulpmiddel voor het beheren van bestaande en het creëren van nieuwe repo's
- Op Jekyll gebaseerde websitegenerator voor een repo

F-Droid bouwt apps op basis van openbaar beschikbare en vrij gelicentieerde broncode. Het project zegt dat het volledig door vrijwilligers wordt gerund en dat er geen formeel app-beoordelingsproces bestaat, maar sommige bijdragers zijn betaald voor hun werk. Nieuwe apps, die vrij moeten zijn van propriëtaire software, worden bijgedragen door inzendingen van gebruikers of door de ontwikkelaars zelf.

"Get it on F-Droid"-badge

F-Droid is niet beschikbaar in de Google Play Store. Om de F-Droid-client te installeren, moet de gebruiker de installatie van "Onbekende bronnen" toestaan in de Android-instellingen  en het F-Droid Android-applicatiepakket (.apk-bestand) ophalen van de officiële F-Droid site.
De client is ontworpen om bestand te zijn tegen surveillance, censuur en onbetrouwbare internetverbindingen. Om de anonimiteit te bevorderen, ondersteunt het HTTP-proxy's en repo's die worden gehost op Tor-diensten. Clientapparaten kunnen functioneren als geïmproviseerde "app-winkels", waarbij gedownloade apps naar andere apparaten worden gedistribueerd via lokale Wi-Fi, Bluetooth en Android Beam. De F-Droid-clientapp biedt automatisch updates voor geïnstalleerde F-Droid-apps; wanneer de F-Droid Privileged Extension is geïnstalleerd, kunnen updates ook door de app zelf op de achtergrond worden geïnstalleerd. Automatische updates zijn echter niet standaard ingeschakeld. De extensie vereist dat het apparaat root-toegang heeft of een zip-bestand kan flashen.

## Sleutelbeheer
Het Android-besturingssysteem controleert of updates met dezelfde sleutel zijn ondertekend, waardoor wordt voorkomen dat anderen updates verspreiden die met een andere sleutel zijn ondertekend. Oorspronkelijk vereiste de Google Play Store dat applicaties moesten worden ondertekend door de ontwikkelaar van de applicatie, terwijl F-Droid alleen zijn eigen ondertekeningssleutels toestond. Apps die eerder vanuit een andere bron zijn geïnstalleerd, moeten dus opnieuw worden geïnstalleerd om updates te ontvangen.
In september 2017 begon Google Play ontwikkelaars een service voor ondertekeningssleutels aan te bieden die wordt beheerd door Google Play, die een soortgelijke service biedt als wat F-Droid sinds 2011 aanbood, en F-Droid laat ontwikkelaars nu hun eigen sleutels gebruiken via het reproduceerbare bouwproces.

## Veiligheidsproblemen
In 2012 kondigde F-Droid aan dat ze een app hadden verwijderd vanwege een beveiligingsfout die persoonlijke informatie kon lekken. In 2017 verklaarde F-Droid: "Er is geen malware gevonden op f-droid.org in de 7 jaar dat het actief is." In 2022 ontdekte F-Droid dat meer dan twintig gedistribueerde applicaties "bekende kwetsbaarheden" bevatten.

## Ontvangst
In augustus 2019 raadde Rae Hodge van CNET F-Droid aan als een manier om malware van Google-apps te vermijden, wat volgens Google een laag risico vormde. Voordelen van F-Droid zouden onder meer betere beveiligingskansen van open source-software zijn, het vermijden van tracking in apps en een "streng beveiligingsauditproces", geen verborgen kosten en meer maatwerk. Nadelen zouden het ontbreken van een beoordelingssysteem zijn, slechts ongeveer 2.600 apps in F-Droid, tegenover meer dan 2,5 miljoen in de Play Store, en meer handmatige processen voor het updaten van apps. Redacteuren waarschuwden dat F-Droid gebruikers meer controle en betere privacy en veiligheid kan geven, maar ook meer zorgvuldigheid vergt.
In een gedetailleerd artikel uit april 2022 voor HowtoGeek schreef Joe Fedewa: "De selectie apps is veel kleiner in F-Droid dan in de Play Store, ongeveer 3.000 vergeleken met ongeveer 3 miljoen, maar dat is te verwachten. Als je je leven een beetje wilt ontgoogelen (onafhankelijk zijn van Google), of als je gewoon een paar apps wilt proberen die een betere ethiek hebben, dan is F-Droid een geweldige plek om naartoe te gaan."
In een gedetailleerd artikel uit december 2022 in Popular Science schreef Justin Pot: "F-Droid gaat Google Play voor de meeste mensen niet vervangen, maar het is een leuk en eenvoudig alternatief voor het vinden van gratis en veilige apps voordat je in het moeras duikt dat is Google's appstore."